# Nazim Erdem
Nazim Erdem, OAM (Kayseri, 1 de agosto de 1970) é um atleta paralímpico australiano que compete na modalidade rugby em cadeira de rodas. Conquistou a medalha de ouro nos Jogos Paralímpicos de Verão de 2016 no Rio de Janeiro, após derrotar a equipe norte-americana de rugby em cadeira de rodas por 59 a 58 na final, realizada na Arena Carioca 1. Também foi medalhista de ouro nos Jogos Paralímpicos de Londres 2012, além de conquistar pratas em Sydney 2000 e Pequim 2008.